# Faenza
Faenza (antigua Faventia) es un ciudad del norte de Italia, en la región de Emilia-Romaña, cerca de Rávena. Se encuentra a unos cincuenta kilómetros al sudeste de Bolonia. Es célebre por sus cerámicas de loza fina, que comenzaron a fabricarse en la ciudad en el siglo XII. Cuenta con una galería municipal de arte y un museo internacional de cerámica. Entre los monumentos más notables destacan su catedral renacentista del siglo XV y el ayuntamiento (siglos XIII-XV). Faenza es sede de la RB Formula One Team y Gresini Racing. 

## Historia
De orígenes romanos, Faenza es una ciudad cuya fama brilló en el Renacimiento por la producción de su alfarería, que fue exportada a toda Europa. De acuerdo con la mitología, el nombre del primer asentamiento, Faoentia, tiene raíces etruscas y celtas, y significa en latín "Splendeo inter deos". El nombre de la ciudad, es sinónimo de cerámica en varias lenguas, incluido Francés (faïence) e Inglés (faience). Aquí Quinto Cecilio Metelo Pío derrotó al ejército de Cayo Mario el Joven en el 82 a. C.
Desde la segunda mitad del siglo I después de Cristo la ciudad floreció considerablemente como resultado de su tendencia agraria y el desarrollo de actividades industriales como la producción diaria de alfarería y objetos de albañilería y textilería de lino. Después de un periodo de decadencia a partir del siglo II vuelve a prosperar desde la Edad Media. Aproximadamente en el año 1000, con el gobierno de los obispos y, posteriormente, la ciudad empieza un largo periodo de riqueza y expansión que llegó a su cima con el gobierno de la Casa Manfredi. Las primeras elecciones fueron celebradas en 1141 y en 1155 un podestà estuvo en el cargo del gobierno de la ciudad. En las guerras entre güelfos y gibelinos que empezaron en los siguientes años, Faenza fue la primera ciudad leal al emperador. En 1178, no obstante, cambió de bando y entró en la Liga Lombarda. Las disputas internas de todas maneras favorecieron la adquisición de poder por Maghinardo Pagani, quien continuó siendo podestà y capitano del popolo por muchos años.

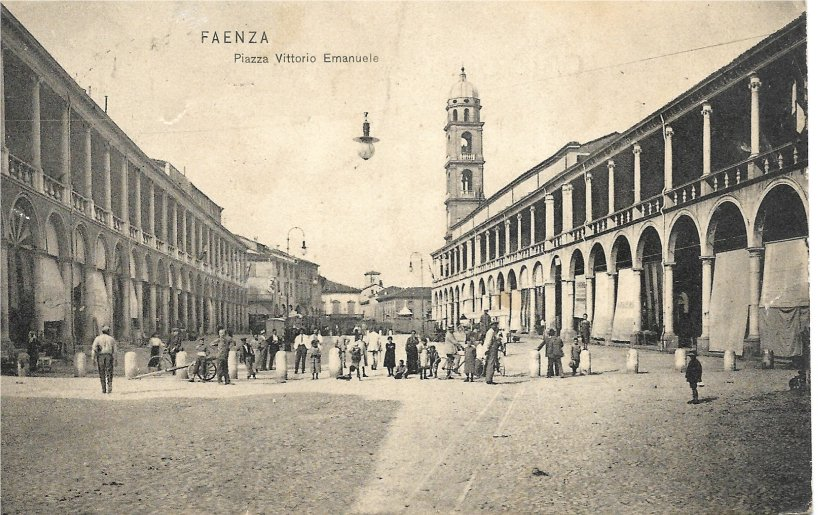
Plaza de la ciudad a comienzos del

En 1313 comenzó el reinado de la Casa Manfredi sobre Faenza que duró dos siglos. La cima del esplendor llegó bajo Astorre I Manfredi y Carlo II Manfredi, en la segunda mitad del siglo, cuando el centro de la ciudad fue renovado. En 1488 Galeotto Manfredi fue asesinado por su mujer. Su hijo Astorre III Manfredi le sucedió, pero fue asesinado en Roma como un prisionero de César Borgia, que capturó Faenza en 1501. En 1503, con la caída de los Borgia, los Manfredi se apoderaron nuevamente de la ciudad, proclamando soberano a Francisco Manfredi, hermano de Astorre III Manfredi, quienes habían resistido heroicamente el ataque de los ejércitos pontificios, asumiendo en honor del primero, con el nombre de Astorre IV. Pero su reinado fue efímero ya que dos meses después la ciudad cayó en poder de los venecianos. Después de un breve periodo de dominación veneciana, Faenza entra a formar parte de los Estados Pontificios. Los últimos Manfredi fueron expulsados de la comarca, expandiéndose por todo el mundo. 
En 1968, la ciudad fue laureada con el Premio de Europa, una distinción otorgada anualmente por el Consejo de Europa, desde 1955, a aquellos municipios que hayan hecho notables esfuerzos para promover el ideal de la unidad europea.
Faenza fue sede de la Scuderia Toro Rosso, equipo de Fórmula 1, reconversión del antiguo equipo Minardi, que fue comprado por la marca de bebidas energéticas Red Bull, y de su sucesora Scuderia AlphaTauri. La ciudad está hermanada con la localidad española de Talavera de la Reina.

## Demografía
| Gráfica de evolución demográfica de Faenza entre 1861 y 2001 |
|                                                              |
| Fuente ISTAT - elaboración gráfica de Wikipedia              |

## Cultura

### Museos
Pinacoteca de Faenza
La Pinacoteca de Faenza es el museo más antiguo de La Romaña constituido en 1796. Alberga doscientas obras de arte, de la Cruz pintada en 1200 a Donatello y a las obras maestras del Renacimiento hasta cuadros de los artistas italianos más importantes del siglo XX.
Museo internacional de las cerámicas

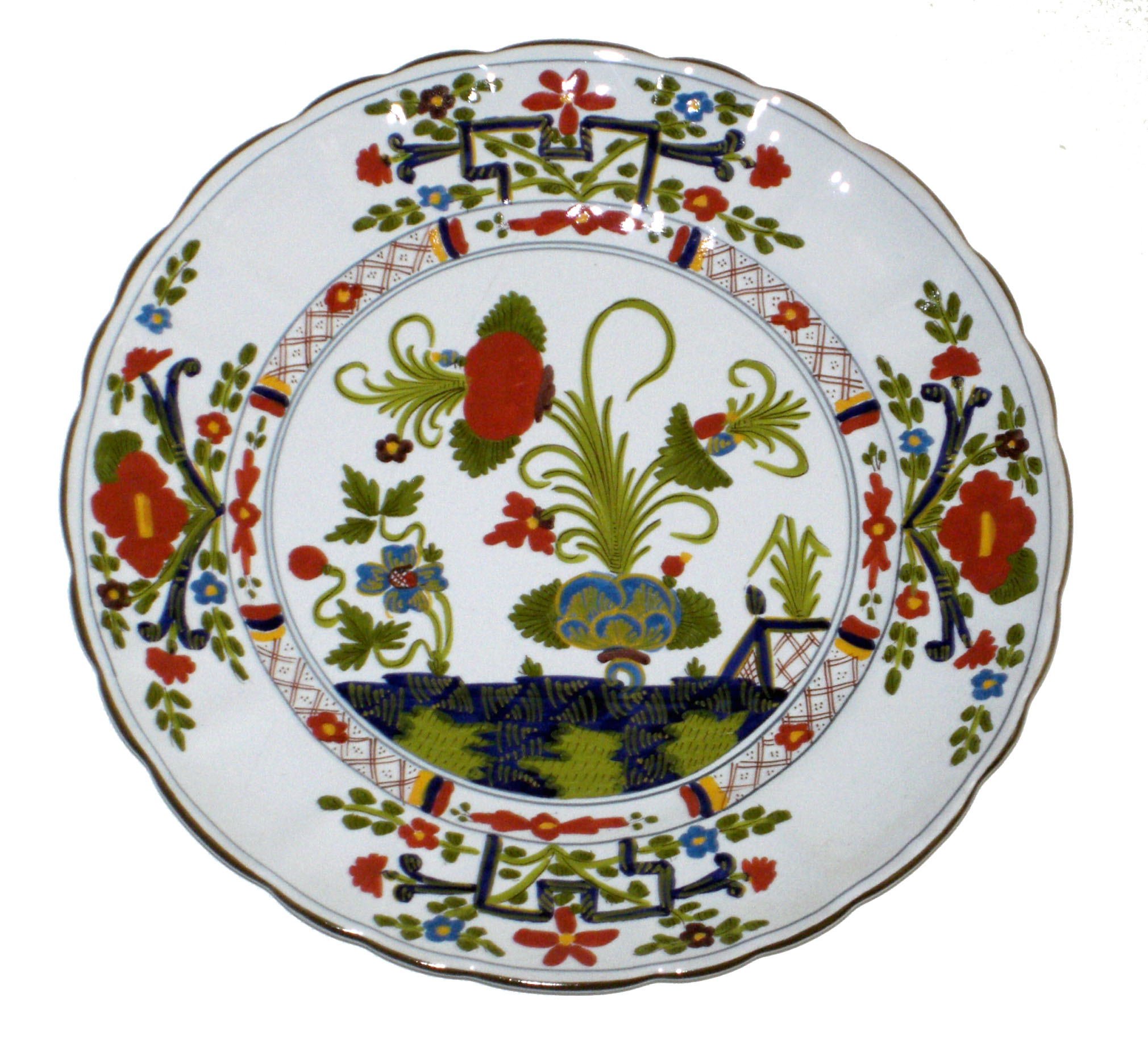
Plato decorado al estilo « Garofano »

Fundado en 1908 por Gaetano Ballardini, el museo ha llegado a ser un importante centro cultural de investigación y documentación. 
Biblioteca Manfrediana
Se sitúa en el antiguo exmonasterio de "I Servi di Maria". El primer núcleo de la biblioteca se remonta a la época napoleónica en 1804 el abate Zannoni lo enriqueció con sus propios fondos y la biblioteca fue abierta al público en 1818.

## Nacidos en Faenza
Laura Pausini (cantante) 16 de mayo de 1974

## Ciudades hermanadas
- Capilla de Guadalupe (México)
- Amaroúsion (Grecia)
- Bergerac (Francia)
- Rijeka (Croacia)
- Schwäbisch Gmünd (Alemania)
- Talavera de la Reina (España)
- Timişoara (Rumanía)
- Toki (Japón)